# Wolfgang Hagemann (Fußballspieler)
Wolfgang Hagemann (* 14. Dezember 1951) ist ein ehemaliger deutscher Fußballspieler.

## Leben
Der im Sturm, teils auch in der Verteidigung eingesetzte und unter anderem für seine Stärken im Kopfballspiel bekannte Hagemann spielte für den HSV Barmbek-Uhlenhorst in der Regionalliga. Im Dezember 1972 traf er mit seiner Mannschaft im DFB-Pokal auf den FC Bayern München und verlor mit 0:7. In der Regionalliga-Saison 73/74 kam er auf 2538 Einsatzminuten, war mit acht Treffern zweitbester Torschütze seiner Mannschaft und belegte mit ihr den fünften Rang in der Nordstaffel. Dadurch hatte er mit den Hamburgern einen Platz in der neugegründeten 2. Fußball-Bundesliga sicher.
In der Zweitliga-Saison 1974/75 erzielte er in 26 Spielen sechs Tore, stieg mit Barmbek-Uhlenhorst aber als Tabellenletzter mit nur sechs Siegen, acht Unentschieden und 24 Niederlagen aus der 2. Bundesliga ab. Er spielte anschließend mit der Mannschaft in der Oberliga, 1977 verließ er den Verein und ging zum Hummelsbütteler SV. 1980 wurde er mit Hummelsbüttel Meister der Verbandsliga Hamburg. Hagemann trug mit 16 Treffern als torgefährlichster Angreifer der Mannschaft zu diesem Erfolg bei. In der Aufstiegsrunde sicherte er sich im Juni 1980 mit der Mannschaft das Oberliga-Teilnahmerecht. 1984 stieg er nochmals mit Hummelsbüttel in die Oberliga auf und beendete anschließend seine Laufbahn.